# Élection gouvernorale de 2024 dans le Vermont
L'élection gouvernorale de 2024 dans le Vermont a lieu le 5 novembre 2024 afin d'élire le gouverneur de l'État américain du Vermont.
Le gouverneur sortant républicain Phil Scott est réélu avec 73 % des voix.

## Contexte
Le gouverneur sortant républicain, Phil Scott a été élu en 2016, réélu en 2018, en 2020 puis en 2022 et se représente pour un cinquième mandat.

## Système électoral
Le gouverneur du Vermont est élu pour un mandat de deux ans au scrutin uninominal majoritaire à un tour.

## Primaire républicaine

### Candidats
- Phil Scott, gouverneur sortant

### Résultats
| Candidat | Candidat            | Voix   | %     |  |
| -------- | ------------------- | ------ | ----- |  |
|          | Phil Scott          | 23 173 | 98,10 |  |
|          | Candidats par écrit | 448    | 1,90  |  |
|          |                     |        |       |  |
| Total    | Total               | 23 621 | 100   |  |

## Primaire démocrate

### Candidats
- Esther Charlestin
- Peter Duval

### Résultats
| Candidat | Candidat            | Voix   | %     |  |
| -------- | ------------------- | ------ | ----- |  |
|          | Esther Charlestin   | 24 007 | 62,28 |  |
|          | Peter Duval         | 9 377  | 24,33 |  |
|          | Candidats par écrit | 5 159  | 13,39 |  |
|          |                     |        |       |  |
| Total    | Total               | 38 543 | 100   |  |

## Autres partis et candidats
- June Goodband (Parti de la Paix et de la Justice)
- Kevin Hoyt (Indépendant)
- Eli Mutino (Indépendant)

## Résultats
| Candidat                 | Candidat            | Parti               | Voix    | %     |
| ------------------------ | ------------------- | ------------------- | ------- | ----- |
|                          | Phil Scott          | Républicain         | 266 434 | 73,40 |
|                          | Esther Charlestin   | Démocrate           | 79 220  | 21,80 |
|                          | Kevin Hoyt          | Indépendant         | 9 366   | 2,60  |
|                          | June Goodband       | Paix et Justice     | 4 512   | 1,20  |
|                          | Eli Mutino          | Indépendant         | 2 414   | 0,70  |
|                          | Candidats par écrit | Candidats par écrit | 973     | 0,30  |
|                          |                     |                     |         |       |
| Votes valides            |                     |                     |         |       |
| Votes blancs et nuls     |                     |                     |         |       |
| Total                    | Total               | Total               |         | 100   |
| Abstention               |                     |                     |         |       |
| Inscrits / participation |                     |                     |         |       |